# Macrostemum dairiana
Macrostemum dairiana är en nattsländeart som beskrevs av Malicky 1998. Macrostemum dairiana ingår i släktet Macrostemum och familjen ryssjenattsländor. Inga underarter finns listade i Catalogue of Life.